# Escadaria de Chkalov
A Escadaria de Chkalov (em russo:  Чкаловская лестница, transl. Chkalovskaia lestnitsa) é uma escadaria monumental localizada no Distrito Federal de Volga (Privolzhsky), na Rússia. Conecta o centro da cidade de Nijni Novgorod com as áreas alta e baixa da represa de Volga. Foi construída pelos arquitetos Alexander Yakovlev, Lev Rudnev e Vladimir Munts.
É a escadaria mais longa de toda a Rússia, começando no monumento em homenagem ao piloto Valery Chkalov (próximo a torre de São George, no Kremlin da cidade), e terminando na parte baixa da represa do rio Volga. Foi construída com dois lados que se interceptam, apresentando formato de "8", e contando os dois lados existem 560 degraus. Nas interseções entre os lados, há dois mirantes.

## História

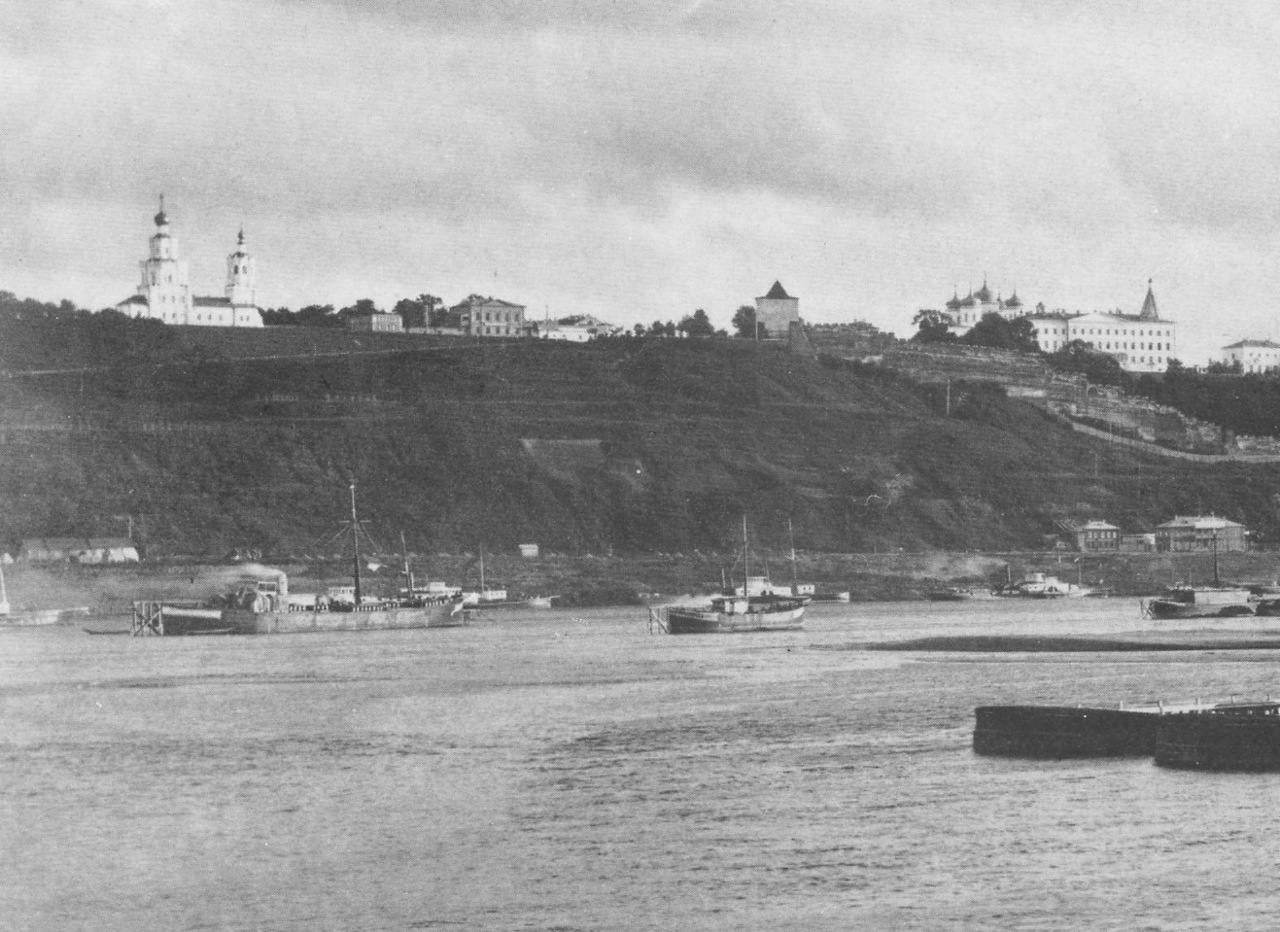
Descida do Rio Volga, visto da vila de Bor 1886

Durante o Império Russo até meados da década de 1940, o local aonde hoje se encontram as escadarias de Chkalov era chamado apenas de "descida do rio Volga" e era um dos lugares mais populares entre os moradores e turistas da Província de Nijni Novgorod . No topo havia uma área semicircular para apreciar a vista da represa de Bor. Atualmente, essa área é aonde se encontra o monumento a Valery Chkalov.
As primeiras ideias para a construção de uma escadaria no local foram sugeridas por Alexander Shulpin, membro do Comitê Executivo da cidade de Gorky, em 1939. As escadas seriam para facilitar o trajeto entre o centro da cidade de Gorky e o rio Volga, e superar a Escadaria de Potemkin em Odessa. Porém, a realização do projeto foi impedida pela Segunda Guerra Mundial (Frente Oriental).
Os planos foram adiados até 1943, quando a cidade de Gorky começou a reconstruir ativamente as estruturas e prédios destruídos pelos ataques nazistas, permitindo que Shulpin voltasse a promover sua ideia . No mesmo ano, ele foi até Moscou e apresentou o projeto para os arquitetos soviéticos Alexander Yakovlev, Lev Rudnev e Vladimir Munts. Quando um acordo foi decidido, o governo de Moscou alocou verbas para a construção da grandiosa escadaria para honrar a vitória contra a Alemanha na Batalha de Stalingrado. Inicialmente, o monumento se chamaria "Escadaria de Stalingrado". A construção se iniciou no mesmo ano (usando prisioneiros de guerra alemães como mão de obra) e a escadaria foi inaugurada em 1949. 
O líder do comitê executivo da cidade gastou 7 milhões de rublos no projeto, sendo acusado de desvio de fundos públicos e preso no Caso Leningrado. Após a morte de Stalin, ele foi absolvido.

## Dias Atuais

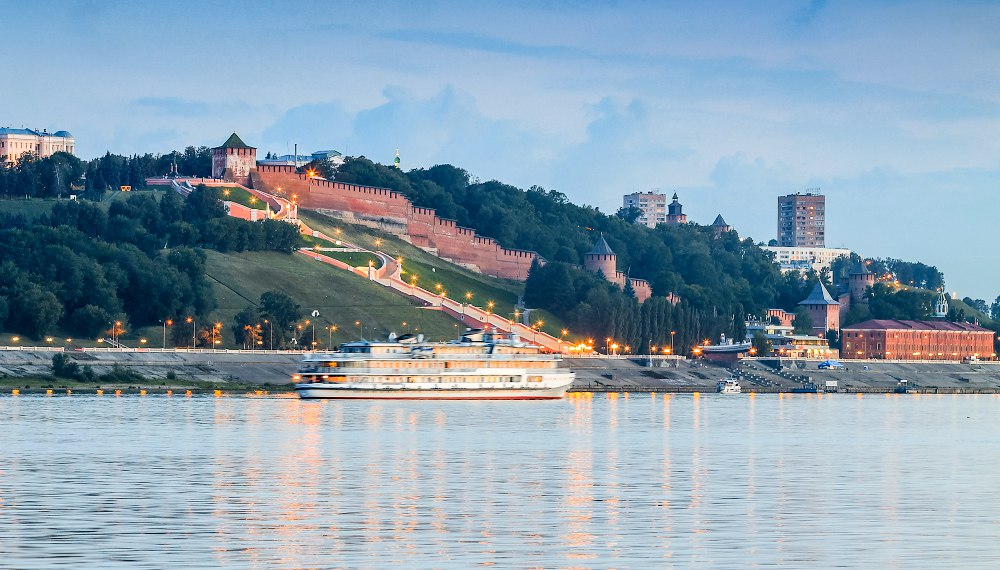
A escadaria, vista do rio Volga

A escadaria é um dos pontos turísticos mais conhecidos da cidade. Ocasionalmente, o lugar é palco de corridas esportivas e outras atrações.
Em 1985, um monumento ao barco soviético 'Hero' foi inaugurado na base da escadaria, se tornando um lugar popular para recém-casados, que até 2008 decoravam a estrutura com fitas coloridas. Para interromper a prática, grades de metal foram instaladas ao redor.
A última restauração da escadaria foi realizada em 2012-2013.